# Sukch’ŏn
Sukch’ŏn (kor. 숙천군, Sukch’ŏn-gun) – powiat w Korei Północnej, w zachodniej części prowincji P’yŏngan Południowy. W 2008 roku liczył 178 509 mieszkańców. Graniczy z powiatami Mundŏk od północy, P’yŏngwŏn od południa, z miastami P’yŏngsŏng i Sunch’ŏn od wschodu, a także z miastem Anju od północnego wschodu. Powiat znajduje się nad Morzem Żółtym, określanym w Korei Północnej jako Morze Zachodniokoreańskie. Przez powiat przebiegają dwie linie kolejowe: linia P’yŏngŭi, łącząca stolicę Korei Północnej, Pjongjang, ze znajdującym się w północno-zachodniej części kraju miasta Sinŭiju, a dalej z siecią kolejową Chin, a także linia Namdong, łącząca powiat Onch’ŏn ze stacją Namdong w powiecie Sukch’ŏn.

## Historia
Przed wyzwoleniem Korei spod okupacji japońskiej, tereny należące do powiatu wchodziły w skład powiatu P’yŏngwŏn. W obecnej formie powstał w wyniku gruntownej reformy podziału administracyjnego w grudniu 1952 roku. W jego skład weszły wówczas tereny należące wcześniej do miejscowości Sukch’ŏn, Joun, Haeso, Sŏhae, Kŏmsan, Tongsong i Ryongho (11 wsi – wszystkie miejscowości poprzednio znajdowały się w powiecie P’yŏngwŏn). Powiat Sukch’ŏn składał się wówczas z jednego miasteczka (Sukch’ŏn-ŭp) i 20 wsi (kor. ri).

## Podział administracyjny powiatu
W skład powiatu wchodzą następujące jednostki administracyjne:
| Nazwa jednostki administracyjnej | Rodzaj jednostki administracyjnej | Hangul       | Hancha       |
| -------------------------------- | --------------------------------- | ------------ | ------------ |
| Sukch’ŏn-ŭp                      | miasteczko                        | 숙천읍       | 肅川邑       |
| Namyang-rodongjagu               | dzielnica robotnicza              | 남양로동자구 | 南陽勞動者區 |
| Hŭng'o-ri                        | wieś                              | 흥오리       | 興五里       |
| Changhŭng-ri                     | wieś                              | 장흥리       | 長興里       |
| Ryongdŏk-ri                      | wieś                              | 룡덕리       | 龍德里       |
| Kŏmhŭng-ri                       | wieś                              | 검흥리       | 檢興里       |
| Taesŏng-ri                       | wieś                              | 대성리       | 大成里       |
| Kŏmsan-ri                        | wieś                              | 검산리       | 檢山里       |
| Paek’am-ri                       | wieś                              | 백암리       | 白岩里       |
| P’yŏnghwa-ri                     | wieś                              | 평화리       | 平和里       |
| Ssang'un-ri                      | wieś                              | 쌍운리       | 雙雲里       |
| Kŭmp'ung-ri                      | wieś                              | 금풍리       | 金豊里       |
| Haepit-ri                        | wieś                              | 해빛리       | 해빛里       |
| Sinp'ung-ri                      | wieś                              | 신풍리       | 新豊里       |
| Yakjŏn-ri                        | wieś                              | 약전리       | 藥田里       |
| Sasan-ri                         | wieś                              | 사산리       | 蛇山里       |
| Chil-ri                          | wieś                              | 칠리         | 七里         |
| Kwangch'ŏn-ri                    | wieś                              | 광천리       | 廣川里       |
| Ch’angdong-ri                    | wieś                              | 창동리       | 倉東里       |
| Songdŏk-ri                       | wieś                              | 송덕리       | 松德里       |
| Unjŏng-ri                        | wieś                              | 운정리       | 雲井里       |
| P’yŏngsan-ri                     | wieś                              | 평산리       | 平山里       |